# 남극의 눈물
《남극의 눈물》은 MBC에서 2011년 12월 23일 프롤로그를 시작으로 2012년 1월 6일부터 2012년 1월 27일까지 본편에 이어 2012년 8월 17일 에필로그까지 총 6회에 걸쳐 방송된 창사 50주년 특별기획 다큐멘터리 프로그램으로, 《지구의 눈물 시리즈》의 네 번째 작품이자 마지막 작품이다.

## 방송 개요

### 제1부 얼음대륙의 황제, 황제펭귄
남극에 혹독한 겨울을 살아가는 황제펭귄의 생태를 담았다.

### 제2부 바다의 노래를 들어라
태평양에서 남극까지 가장 긴 영행을 하는 혹등고래와, 키 5m에 몸무게가 무려 4톤에 달하는 남방코끼리 해표들의 사랑을 위한 혈투가 그려진다.

### 제3부 펭귄행성과 침입자들
전세계 펭귄의 약 70%가 살고 있는 남극에 온난화로 인해 아델리 펭귄과 황제펭귄의 개체수가 점점 줄어드는데 실체 파악을 해본다.

### 제4부 인간 그리고, 최후의 얼음대륙
사람 하나 볼 수 없었던 남극을 둘러싸고 총성 없는 전쟁이 시작되었다. 영유권을 주장하는 나라들이 마을을 만들어 살아가는 사람들의 이야기를 담았다.

### 에필로그: 1000일의 남극
황제펭귄을 찍기 위해 1년 동안 고립된 김진만 PD의 남극일기와, 남극 해양 생태계를 카메라에 담은 김재영 PD의 항해일지를 공개한다.

## 시청률
최저 시청률과 최고 시청률은 시청률 조사회사와 지역별로 시청률에 차이가 있을 수 있습니다.
| 2011년   | 2011년    | 2011년                       | 2011년         | 2011년         | 2011년 |
| 회차     | 방송일    | 부제                         | TNmS 시청률    | AGB 시청률     | 출처   |
| 회차     | 방송일    | 부제                         | 대한민국(전국) | 대한민국(전국) | 출처   |
| -------- | --------- | ---------------------------- | -------------- | -------------- | ------ |
| 프롤로그 | 12월 23일 | 세상 끝과의 만남             | %              | 12.1%          |        |
| 2012년   |           |                              |                |                |        |
| 제1부    | 1월 6일   | 얼음대륙의 황제, 황제펭귄    | %              | 11.4%          |        |
| 제2부    | 1월 13일  | 바다의 노래를 들어라         | %              | %              |        |
| 제3부    | 1월 20일  | 펭귄행성과 침입자들          | %              | 14.3%          |        |
| 제4부    | 1월 27일  | 인간 그리고, 최후의 얼음대륙 | %              | 12.1%          |        |
| 에필로그 | 8월 17일  | 1000일의 남극                | %              | %              |        |

## 같이 보기
- 《북극의 눈물》 (2009년, MBC)
- 《아마존의 눈물》 (2009년, MBC)
- 《아프리카의 눈물》 (2010년, MBC)
- 《북극열전》 (2010년, KBS)
- 《최후의 툰드라》 (2010년, SBS)